# Botryphallus
Genre
Botryphallus est un genre de mollusques gastéropodes de la famille des Rissoidae. L'espèce-type est Botryphallus epidauricus.

## Liste d'espèces
Selon World Register of Marine Species (31 octobre 2017) :
- Botryphallus epidauricus (Brusina, 1866)
- Botryphallus ovummuscae (Gofas, 1990)
- Botryphallus tuber (Rolán, 1991)